# Vincent Péricard
Pour les articles homonymes, voir Péricard.
Vincent Péricard (né le 3 octobre 1982 à Efok dans le centre du Cameroun) est un footballeur franco-camerounais, qui évoluait au poste d'attaquant.
Ancien grand espoir du football français, parti à 17 ans à la Juventus, il connaît une carrière mouvementée qui s'achève en janvier 2012, alors qu'il est âgé de 29 ans.

## Biographie
Né à Efok dans le département de Lekié, il arrive en France à l'âge de 4 ans, et détient actuellement la double nationalité française et camerounaise.
Formé à l'AS Saint-Étienne, club où il commence à l'âge de 6 ans, il y effectue toute la formation jusqu’à l'âge de 17 ans.
En 1999, il intègre le groupe professionnel entraîné par Robert Nouzaret et joue deux matchs avec les verts avant de rejoindre la Juventus en 2000, conseillée par l'agent Christophe Mongai, et qui envoya son entraîneur Carlo Ancelotti lui-même pour superviser le jeune lors d'un match avec les espoirs et le convaincre de signer. Le club stéphanois, qui désirait garder sa pépite, se retrouve au pied du mur, et demande alors au club piémontais la somme de 7,5 millions d'euros, sous menace de porter l'affaire devant les tribunaux.
Promis par les médias à un brillant avenir, Julien Courbet lui consacre même dans son émission « Les Sept Péchés capitaux » un reportage intitulé « l'homme qui vaudra des milliards »,.
Il ne fait pourtant que deux apparitions avec l'équipe turinoise, lors d'un match de coupe et de Ligue des champions contre Arsenal, et évolue principalement avec l'équipe réserve, dont il est cependant à deux reprises meilleur buteur.
Il quitte finalement l'Italie en 2002 (viré du club car il aurait, selon lui, tenté de séduire son professeur d'italien, qui, sans qu'il le sache, était en couple avec un des dirigeants de la Juve) pour être prêté en Angleterre au club de Portsmouth de Harry Redknapp, où il réalise une première année pleine qui s'achève sur une promotion en Premier League (et où il termine champion de seconde division). Alors qu'il est transféré définitivement dans son club d'accueil, il va connaître des blessures à répétition qui l'empêchent de s'y imposer. En deux saisons à Portsmouth, il ne participe ainsi qu'à six matchs de championnat, sans marquer un seul but. En 2005, il déclare cependant être candidat à une place dans l'équipe nationale du Cameroun,. Épargné par les blessures, il parvient à disputer une trentaine de matchs la saison suivante : prêté en septembre à Sheffield United, en D2, pour reprendre le rythme, il revient à Portsmouth en décembre pour quelques mois pendant l'hiver, avant de terminer la saison à Plymouth Argyle à partir de février 2006.
En 2006, alors que son contrat avec le Portsmouth Football Club se termine, il signe en faveur de Stoke City, en D2, où il joue mais marque peu. En août 2007, alors qu'il s'était auparavant vu retirer deux fois son permis de conduire pour excès de vitesse, il est condamné à quatre mois de prison ferme par la justice britannique pour avoir menti à la suite d'un excès de vitesse, en affirmant que c'était son beau-père qui conduisait. Le 22 septembre 2007, il sort de prison sous le régime de la liberté conditionnelle, muni d'un bracelet électronique et d'une dérogation pour pouvoir jouer en soirée. Il ne rejoue cependant que très peu en équipe première et est prêté à Southampton en mars 2008.
Après la promotion de Stoke en Premier League en 2008, il joue encore moins et connaît un nouveau prêt à Millwall en février 2009,. Le 25 février, alors qu'il joue seulement son deuxième match sous les couleurs de Millwall, il se blesse très sérieusement à la suite d'une rupture du tendon d'Achille. Son prêt est subitement terminé. Il est libéré de son contrat avec Stoke City à la fin de la saison 2008-2009.
En 2009, il signe à Carlisle United, en Football League One, la troisième division anglaise, où il ne dispute qu'une dizaine de matchs avant de rejoindre en janvier 2010 Swindon Town, qui évolue dans le même championnat. Après 18 mois son contrat n'est pas renouvelé, et Péricard s'entraîne alors avec le club de Bournemouth, sans parvenir à décrocher un nouveau contrat. En octobre 2011, il signe à Havant & Waterlooville, en 6e division anglaise, et annonce finalement la fin de sa carrière de joueur en janvier 2012 (s'exprimant alors : « ma passion est partie »).
Il lance par la même occasion une structure d'accompagnement des joueurs professionnels étrangers désirant s'adapter à l'Angleterre (pour les prévenir du stress et de la dépression, les aider à apprendre la langue ou encore à trouver un logement), nommée Elite Welfare Management.

## Palmarès
| Portsmouth - Championnat d'Angleterre D2 (1) : - Champion : 2002-03. |  | Stoke City - Championnat d'Angleterre D2 : - Vice-champion : 2007-08. |